# Стадіон Луї II
Стадіон ім. Луї II (фр. Stade Louis II) — багатофункціональний спортивний стадіон у Монако. Побудований у 1939 році під назвою стадіон «Монако», але через поганий технічний стан реконструйований у 1985 році. Сучасну споруду зведено за наказом князя Монако Реньє III. Новий стадіон отримав ім'я Луї II, принца Монако у 1922—1949 роках. Домашня арена футбольного клубу «Монако» та національної збірної Монако з футболу.
Один з найвідоміших футбольних стадіонів світу. Щороку (з 1998 року) на ньому проводяться матчі за Суперкубок УЄФА. Вперше матч за цей трофей було зіграно у 1986 році між румунською «Стяуа» та київським «Динамо».